# ميغيل سيفيل
ميغيل سيفيل (بالإسبانية: Miguel Civil)‏ عالم سومريات اسباني ولد في برشلونة عام 1926 توفي في شيكاغو عام 2019
.